# Yassin Mikari
Yassin Mikari (* 9. Januar 1983 in Zürich) ist ein ehemaliger schweizerisch-tunesischer Fussballspieler. Er besitzt beide Staatsbürgerschaften.

## Karriere

### Im Verein
Mikari ist in Zürich aufgewachsen. In seiner Jugend spielte er zunächst beim FC Unterstrass, ehe er in die Jugendabteilung des FC Zürich wechselte. Im Sommer 2001 ging er zum Lokalrivalen Grasshoppers Zürich.
In der Nationalliga A, wie seinerzeit die höchste Spielklasse der Schweiz hiess, debütierte er am 4. Mai 2002 im Spiel gegen BSC Young Boys, als er in der 75. Minute für Eduardo Dos Santos eingewechselt wurde. Beim 4:1-Auswärtssieg steuerte er den vorentscheidenden Treffer zum 2:1 bei. In seiner zweiten Spielzeit, bei der er mit dem Klub Landesmeister wurde, stand er drei Mal auf dem Platz. Insgesamt kam der Linksfuss bei GCZ auf fünf Einsätze in der ersten Liga.
Nach zwei Jahren wechselte Mikari zum FC Luzern in die Challenge League. In seinem ersten Jahr machte er mit sieben Saisontoren auf sich aufmerksam. Im zweiten Jahr brachte er es auf zwei Saisontore in zehn Spielen und wurde im Januar 2005 vom Ligakonkurrenten FC Winterthur abgeworben. Mit starken Leistungen empfahl er sich für ein Engagement in der ersten Liga und im Januar 2007 kehrte er wieder zu den Grasshoppers zurück. Ursprünglich im linken Mittelfeld eingesetzt, verdrängte er Kim Jaggy auf der Position des linken Aussenverteidigers. 2009 wechselte er zum FC Sochaux.
Im Juli 2013 kehrte er in sein Geburtsland zurück und unterzeichnete beim FC Luzern einen Dreijahresvertrag bis zum Ende der Saison 2016/17. Zu Beginn seines Comebacks beim FC Luzern nahm er oft auf der Ersatzbank platz, vermochte aber bei seinem Einwechslungen offensive Akzente zu setzen sowie defensiv durch eine solide und aggressive Spielart aufzufallen. Auch aufgrund seiner Leistungen konnte er sich in der Rückrunde einen Stammplatz auf der linken (defensiven oder offensiven) Seite sichern.
Nach Luzern spielte er während drei Jahren in seinem zweiten Heimatland Tunesien beim Club Africain Tunis. Danach wechselte er zurück in die Schweiz und beendete nach einem letzten Intermezzo beim FC Schaffhausen 2019 seine Karriere.

### In der Nationalmannschaft
Mikari trat für diverse Jugendnationalmannschaften des Schweizer Verbandes an, zuletzt in der U21-Auswahl, für die er sieben Spiele bestritt.
Mikari wurde in der Saison 2007/08 ins A-Nationalteam Tunesiens aufgenommen, mit welchem er auch die Africas Cups 2008 und 2010 spielte.

## Erfolge
| - Grasshopper Club Zürich - Schweizer Meisterschaft - Meister: 2003 |  | - Club Africain - Tunesische Meisterschaft - Meister: 2015 |